# Staupenbrunnen

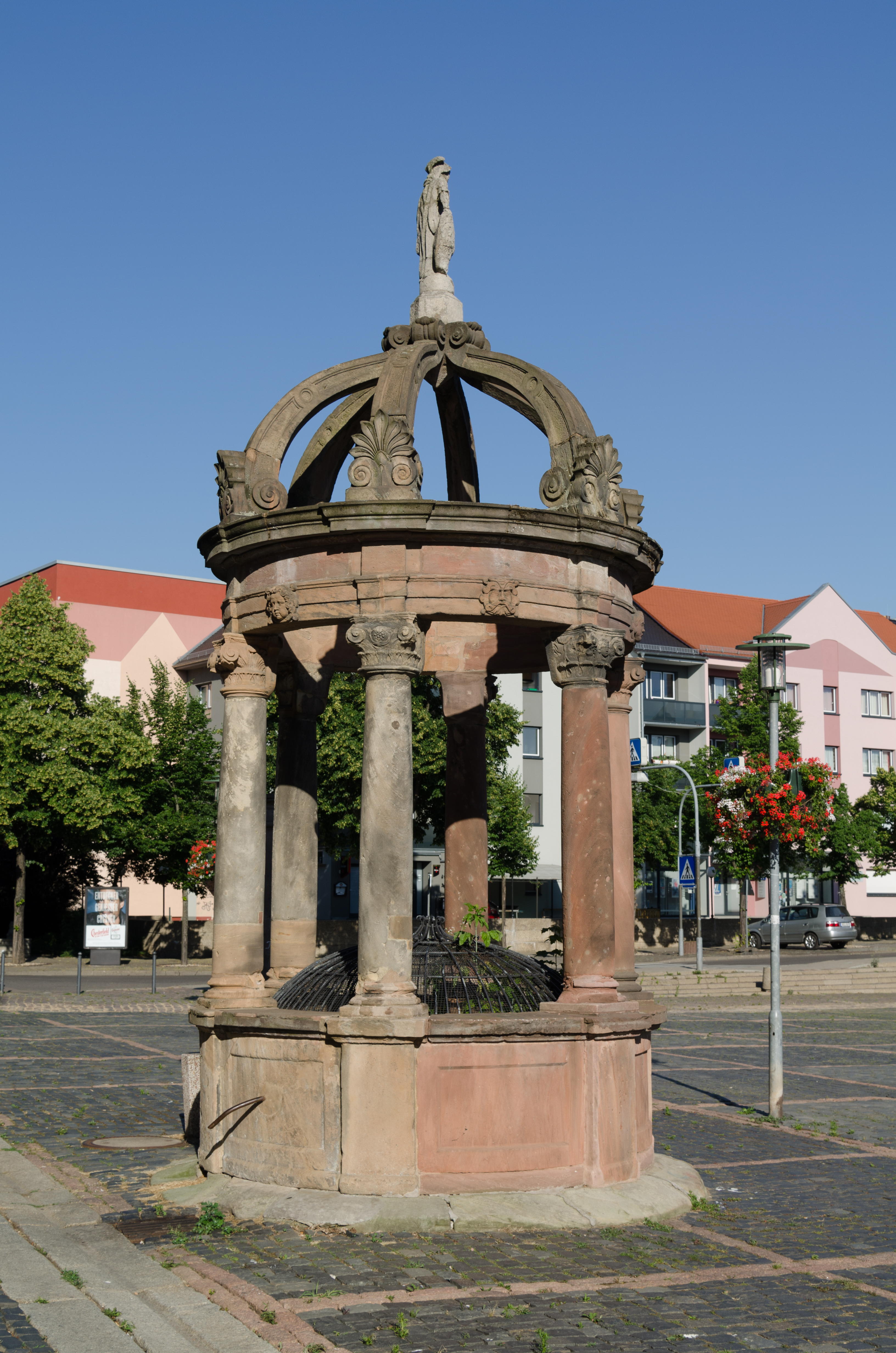
Staupenbrunnen auf dem Marktplatz in Merseburg

Das Staupenbrunnen oder auch Marktbrunnen ist ein denkmalgeschützter Brunnen in der Stadt Merseburg in Sachsen-Anhalt. Im örtlichen Denkmalverzeichnis ist es mit der Erfassungsnummer 094 20230 als Baudenkmal verzeichnet.

## Geschichte und Architektur
Auf Befehl von August von Sachsen, der damals Administrator des Hochstifts Merseburg war, wurde im Jahr 1545 ein Brunnen im Renaissancestil errichtet. 1681 wurde der Brunnenaufsatz erneuert, dabei wurde an der Spitze des Brunnens eine Rolandfigur angebracht.

## Namensgebung
Der Begriff Staupe geht auf eine mittelalterliche Rechtshandlung der Verweisung zurück. Den Namen Marktbrunnen erhielt er aufgrund seiner Lage auf dem Marktplatz von Merseburg.